# سامی بسویک
سامی بسویک (انگلیسی: Sammy Beswick; ۳ اوت ۱۹۰۳ – ۱۵ دسامبر ۱۹۶۶) بازیکن فوتبال اهل بریتانیا بود.
از باشگاه‌هایی که در آن بازی کرده‌است می‌توان به باشگاه فوتبال استوک‌پورت کانتی و باشگاه فوتبال ترانمره راورز اشاره کرد.